# Andrea
Andrea – żeńska forma łacińskiego imienia Andreas, które w języku polskim rozwinęło się w imię Andrzej. Polskim odpowiednikiem tego imienia jest Andrzeja (a także Ondrzeja).
Z greckiego Andréas - męski, taki jak mężczyzna. O ile podstawą męskiego imienia Andrzej jest grecki wyraz "aner", który może być tłumaczony jako "męski", "przynależny mężczyźnie" (ang.: "manly") to tę formę imienia niektóre angielkojęzyczne źródła próbują tłumaczyć jako "żeński", "przynależny kobiecie" (ang.: "womenly"). Jest to "tłumaczenie" niemające wiele wspólnego z rzeczywistością i wynikające raczej ze zbieżności angielskich wyrazów: "man" (człowiek, mężczyzna) z "woman" (kobieta) niż z oryginalnym źródłosłowem tego imienia.
We Włoszech Andrea to imię męskie, ekwiwalent imienia Andrzej.
Andrea imieniny obchodzi: 30 kwietnia.

## Popularność imienia
Imię popularne w Ameryce Północnej, Europie, Czechach, Australii i Nowej Zelandii.
W Polsce imię rzadko nadawane.

## Formy zdrobniałe, kolokwialne i zamienne
Dla obszaru języka angielskiego często spotykane zdrobnienia to: Andie, Andi, Rhea, Annie i Drea. Imię może być także wymawiane jako "Andria" (raczej rzadko). W tym jednak przypadku znaczenie imienia tłumaczy się jako "dziewczyna (panna) z Andros (wyspa grecka)".
Dla obszaru języka niemieckiego imię może być wymawiane także jako: Andi, Andrée, Andreana, Andy, Andrew, Ändu (wersja szwajcarska języka niemieckiego), Anzge (wersja szwajcarska języka niemieckiego), Andreia, Ands.
Natomiast w języku węgierskim występują zdrobnienia: Adri, Andi, Andika, Andri, Andrika, Andu.

## Odpowiedniki w innych językach
- ang. – Andrea, Andreana, Andriana
- irl. – Aindrea
- niem. – Andrea
- pol. – Andrzeja, Ondrzeja
- port. (i jego wersja braz.) – Andreia
- rum. – Andreea (wersja żeńska) i Andrei (wersja męska)
- szw. – Andrea, Andréa
- węg. – Andrea

## Znane osoby noszące imię Andrea
- Andrea Corr – irlandzka piosenkarka zespołu The Corrs.
- Andrea Pollack – niemiecka pływaczka
- Andrea Pirlo – włoski piłkarz
- Andrea Bocelli – włoski tenor
- Andrea Morassi – włoski skoczek narciarski